# Competenza (diritto)
La competenza, in diritto, indica la sfera di poteri e facoltà attribuita ad un determinato soggetto, sia esso un organo o una persona fisica.
La competenza ha una funzione di limite, in quanto definendo facoltà e poteri pone dei limiti all'agire degli organi: gli atti compiuti dall'organo al di fuori della sua competenza sono invalidi e precisamente affetti dal vizio di incompetenza.

## Distinzioni
Se la persona giuridica ha un solo organo, questo esercita tutti i poteri e le facoltà spettanti alla persona giuridica. Se, invece, come normalmente accade, gli organi sono più di uno, i poteri e facoltà sono ripartiti tra gli stessi, in relazione alla divisione del lavoro operata nella struttura organizzativa, sicché ad ogni organo è attribuita una competenza.  Si suole pertanto distinguere l'attribuzione di poteri e facoltà all'ente dalla competenza del suo organo, che è la frazione di tali poteri e facoltà spettante al medesimo.
Alla competenza esterna, come sopra definita, si suole impropriamente contrapporre la competenza interna, intesa quale insieme di compiti, privi di rilevanza giuridica esterna, attribuiti ad un ufficio in relazione alla divisione del lavoro operata nella struttura organizzativa dell'ente.
Secondo i criteri usati dalla norma che conferisce la competenza per delimitare la sua sfera, si parla di:
- competenza per materia, quando è delimitata con riferimento ad un insieme di fattispecie (ossia una materia);
- competenza per valore, quando è delimitata con riferimento al valore economico attribuito alla fattispecie (può essere considerata un caso particolare di competenza per materia);
- competenza per territorio (o territoriale), quando è delimitata con riferimento ad una parte del territorio (detta circoscrizione);
- competenza per grado, quando è delimitata con riferimento al livello gerarchico che l'organo occupa all'interno della struttura organizzativa.

In relazione all'esercizio di funzioni pubbliche, la competenza può essere legislativa (o, più in generale, normativa), amministrativa o giurisdizionale, secondo la funzione dello stato alla quale si riferisce. La competenza giurisdizionale è detta anche giurisdizione, in uno dei molteplici significati del termine, che è talvolta è usato con significato più generale, ma meno appropriato, per designare la competenza di un organo pubblico.

## Delega e supplenza
L'ordine delle competenze può essere derogato con la delega, l'atto attraverso il quale un organo (delegante) trasferisce ad un altro organo (delegato) l'esercizio di poteri e facoltà rientranti nella sua sfera di competenza. Poiché deroga l'ordine delle competenze, il potere di delega deve essere conferito da una norma avente forza non inferiore a quella che ha attribuito le competenze derogate. Così, nell'ordinamento amministrativo italiano, dove l'attribuzione delle competenze è materia soggetta a riserva di legge relativa, ai sensi dell'art. 97 della Costituzione, il potere di delega deve parimenti essere previsto da una legge o altra fonte del diritto avente forza di legge.
La delega si distingue dalla rappresentanza perché quest'ultima dà luogo ad un rapporto giuridico intercorrente tra distinti soggetti giuridici (il rappresentante e il rappresentato), laddove la delega intercorre tra due organi (il delegante e il delegato) dello stesso soggetto.
La delega si distingue inoltre dalla supplenza, che si ha quando un organo (supplente) esercita le competenze spettanti ad altro organo, a seguito dell'impossibilità di quest'ultimo di funzionare, per assenza o impedimento del suo titolare. Anche la supplenza deve essere prevista da una norma avente forza non inferiore a quella che ha conferito la competenza. Di solito le norme che prevedono la supplenza prestabiliscono in via generale l'organo (detto vicario) destinato a funzionare quale supplente di un altro

## Conflitto di competenza
Si ha un conflitto di competenza quando due o più organi contemporaneamente affermano (conflitto positivo) o negano (conflitto negativo) la propria competenza riguardo ad una determinata questione (conflitto reale) oppure vi è la possibilità che tale contrasto abbia luogo (conflitto virtuale).
Si parla di conflitto di attribuzione quando il contrasto sorge tra organi competenti a dichiarare definitivamente la volontà del potere dello stato cui appartengono, sicché non può essere risolto all'interno di un potere: è il caso dei conflitti tra organi appartenenti a diversi poteri dello stato nonché, negli stati federali o regionali, dei conflitti fra organi dello stato centrale e di uno o più stati federati o regioni oppure fra organi di due o più stati federati o regioni. Si parla, invece, di conflitto di giurisdizione quando gli organi tra i quali sorge il contrasto, pur facendo tutti parte del potere giudiziario, appartengono a diverse giurisdizioni nelle quali tale potere si articola (negli ordinamenti che, come quello italiano, non seguono il principio di unicità della giurisdizione).
Ogni ordinamento stabilisce gli organi competenti e le procedure per la risoluzione dei predetti conflitti. In particolare, la risoluzione dei conflitti di attribuzione è solitamente demandata all'organo cui spetta il controllo di legittimità costituzionale delle leggi, sia esso la corte costituzionale o la corte suprema. Quanto alla risoluzione dei conflitti di giurisdizione, in alcuni ordinamenti spetta alla corte suprema posta al vertice della giurisdizione ordinaria (in Italia, ad esempio, alla Corte di cassazione), in altri ad un organo apposito (come il Tribunal des conflits francese, costituito da un ugual numero di membri del Consiglio di Stato e della Corte di cassazione, presieduti dal Ministro della giustizia), ma vi sono anche ordinamenti, come quello tedesco, che non hanno organi deputati a risolvere i conflitti di giurisdizione, per cui è il primo giudice adito a decidere se ha la giurisdizione o meno e, qualora dichiari la giurisdizione di altro giudice, vincola quest'ultimo.